# Mitch Miller

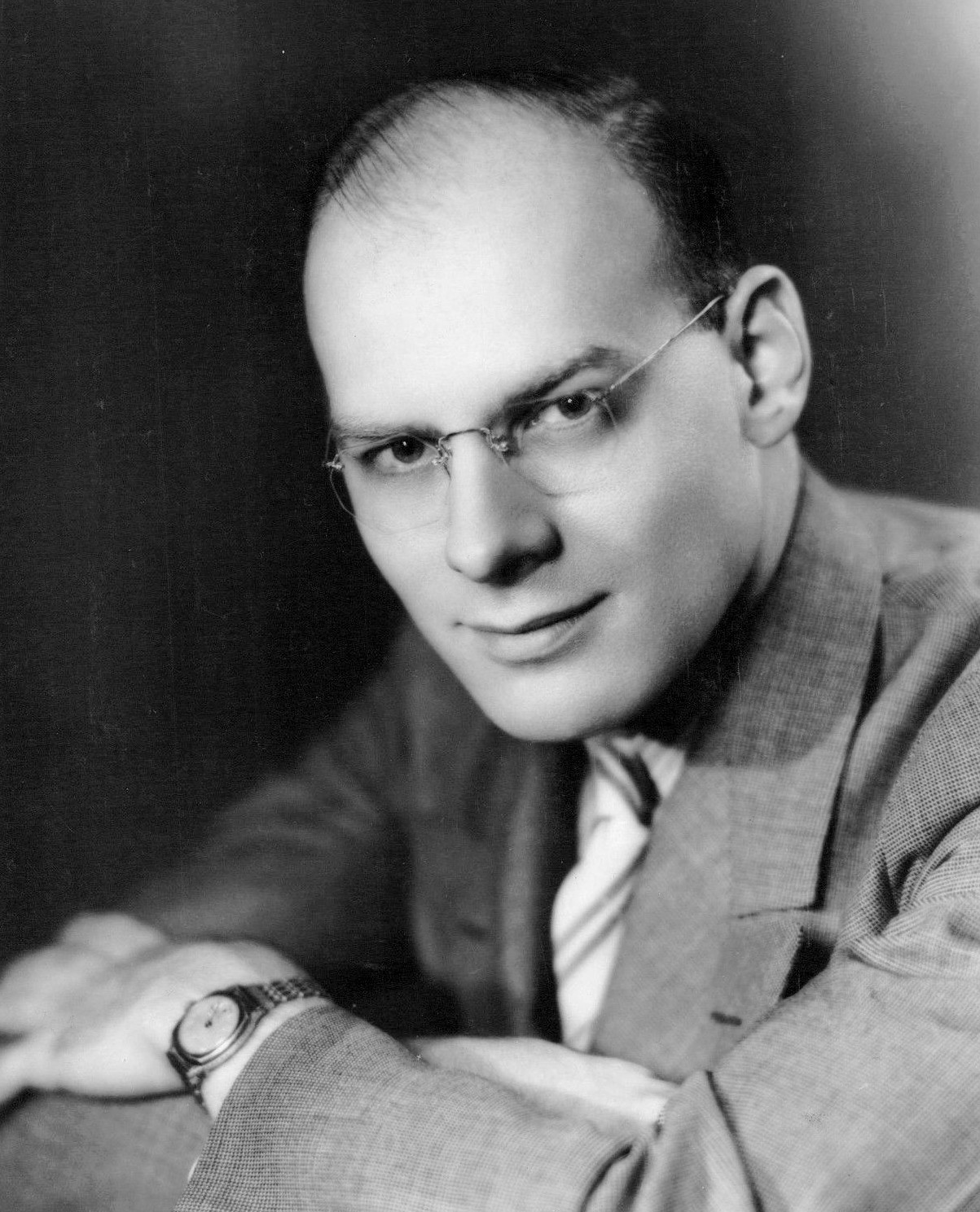
Mitch Miller, 1940

Mitchell „Mitch“ William Miller (* 4. Juli 1911 in Rochester, New York; † 31. Juli 2010 in New York City) war ein US-amerikanischer Orchesterchef und klassischer Oboespieler, der auch große Erfolge als Repertoirechef und Produzent bei Schallplattengesellschaften wie Mercury Records und Columbia Records (in Deutschland: CBS) hatte.

## Leben

The River Kwai March

Miller absolvierte im Jahr 1932 die Eastman School of Music an der University of Rochester; im selben Jahr begann er in der Musikdivision von CBS. Daneben trat er als Oboist im Orchester von George Gershwin auf, ebenso im Radio als Solist mit dem CBS Symphony Orchestra zwischen 1936 und 1947. Im Jahre 1948 wechselte Miller von CBS zu Mercury Records, wo er anfangs im klassischen Bereich arbeitete. Im selben Jahr wurde er dort Musikdirektor in der Pop-Musik-Abteilung, wo er Frankie Laine unter Vertrag nahm und mit ihm einige umsatzstarke Hits wie Mule Train, That Lucky Old Sun, Cry of the Wild Goose und Jezebel produzierte. Hier kam auch Patti Page unter Vertrag, die mit einer Coverversion des Tennessee Waltz einen Millionenseller landete. Im Februar 1950 wechselte er wieder zu CBS, um dort die gleiche Funktion wie bei Mercury zu übernehmen.
CBS gehörte zu jener Zeit zu den großen drei Plattenlabels der USA, zusammen mit RCA Victor und Decca. Unter den vielen Künstlern bei CBS befand sich auch seit 1942 Frank Sinatra, der im Jahre 1951 einige Songvorschläge von Miller ablehnte. Miller überließ sie einem von ihm unter Vertrag genommen jungen Sänger mit dem Künstlernamen Guy Mitchell, der mit My Heart Cries For You und The Roving Kind (über zwei Millionen verkaufter Exemplare) große Erfolge feierte. Auch die Plattenverträge mit Tony Bennett, Rosemary Clooney oder den Four Lads gingen auf sein Konto. Im Jahre 1951 akquirierte er Johnnie Ray, mit dem er den Millionenseller Cry produzierte.
Ab Februar 1950 begann auch Millers eigene Schallplattenkarriere als Interpret. Erster Hit war eine stürmische Version des israelischen Volksliedes Tzena, Tzena, Tzena. In dieser Folkwelle kam auch The Yellow Rose of Texas heraus, die sechs Wochen an Nr. 1 verblieb und zu Millers erstem Millionenseller avancierte. Noch größer war der Erfolg im Dezember 1957 mit dem von Miller arrangierten und von seinem Orchester gespielten Medley March from the River Kwai – Colonel Bogey March von Malcolm Arnold und Kenneth J. Alford aus dem Film Die Brücke am Kwai; die Aufnahme wurde Nummer eins in Deutschland und verkaufte sich alleine hier vier Millionen Mal. Von seinem Musiklabel wurde Miller für den Erfolg in Deutschland mit einer Goldenen Schallplatte ausgezeichnet.

## Weitere Millionenseller
Der gelernte Musiker Miller bewies ein untrügliches Gespür für Hits. Alleine im Jahre 1951 produzierte er elf der Top-30-Hits, hatte vier Millionenseller und half dabei, CBS vom viertgrößten zum umsatzstärksten Label zu entwickeln.
Die von Mitch Miller produzierte Rosemary Clooney brachte im Jahre 1952 drei Millionenseller heraus, der inzwischen von Mercury Records übergewechselte Frankie Laine zwei, darunter auch die Titelmelodie aus dem Western-Klassiker High Noon. Laines Version wurde lediglich einen Tag nach dem Original von Tex Ritter aufgenommen (also am 15. Mai 1952) und am 20. Juni 1952 veröffentlicht. Damit kam sie drei Wochen später heraus als das Original von Tex Ritter (Capitol #2120), der den Song in dem am 30. Juli 1952 in die Kinos gebrachten Film singt. Die hastige Produktion war eine kluge Entscheidung Millers, denn die Film-Version von Tex Ritter kam lediglich bis auf Rang 12 der Pop-Hitparade – wohl auch begünstigt durch die zögerliche Haltung des Capitol-Labels.
Doris Day, Percy Faith und Ray Conniff verhalf er durch geschickte Repertoire- und Marketing-Strategie zum Durchbruch. Mit seinen „Sing Along“-Alben erreichte Mitch Miller ab Juli 1958 den ungebrochenen Rekord von 23 LPs in der Hitparade mit einem Umsatz von 17 Millionen Exemplaren im Zeitraum bis Dezember 1962. Grundlage dieser Serie war eine überaus erfolgreiche Fernseh-Show gleichen Titels, die bis Anfang der 1960er-Jahre lief und ganz Amerika durch Einblendung der Songtexte zum Mitsingen animierte.
Einzig mit Frank Sinatra verstand sich Mitch Miller nicht. Der Sänger verließ Ende 1952 verärgert das Columbia-Label und kritisierte Miller zeitlebens. Miller war kein Förderer des Rock ’n’ Roll, was im Columbia-Katalog ablesbar ist. Die Fachwelt warf ihm deshalb vor, dieses Musikgenre mit einer überwiegend kaufkräftigen Jugend verschlafen zu haben. Einziger Versuch waren die langen Verhandlungen mit Elvis Presleys Management über einen Plattenvertrag, der aufgrund zu hoher Forderungen aber nicht zustande kam. Columbia begnügte sich mit den Tochterlabels Epic und Okeh Records, bei denen vorwiegend Rhythm-&-Blues-Interpreten erschienen.

## Festhalten an leichter Popmusik
Während die konkurrierenden Plattenlabels sich jugendlichen Interpreten mit Rock-&-Roll-Musik zuwendeten, verharrte Miller auf seinem bisherigen Konzept. Anfang 1961 waren Columbias LP-Verkäufe zwar noch zufriedenstellend, doch gingen die Gesamtumsätze zurück. Einzige jugendliche Entdeckung war Bob Dylan, der von dem Jazz/Blues/Gospel-Produzenten John Hammond zu Columbia geholt wurde.
Millers Einfluss ließ spürbar nach, als 1964 mit Paul Revere & the Raiders die erste Rock-&-Roll-Band akquiriert wurde. Im Jahre 1965 verließ er Columbia und widmete sich danach nur noch dem Oboe-Spiel. Selbst im hohen Alter tourte er immer noch mit klassischen Orchestern. Von Mitch Miller stammt auch der Song Tunes of Glory, den der Coca-Cola-Konzern während der Fußball-Weltmeisterschaft 2006 in Deutschland in seiner Fernsehwerbung (Slogan „It’s your Heimspiel“) als Hintergrundmusik einsetzte.

## Diskografie

### Alben
| Jahr | Titel Musiklabel                              | Höchstplatzierung, Gesamtwochen, AuszeichnungChartsChartplatzierungen (Jahr, Titel, Musiklabel, Platzierungen, Wochen, Auszeichnungen, Anmerkungen) | Anmerkungen |
| Jahr | Titel Musiklabel                              | US | Anmerkungen |
| ---- | --------------------------------------------- | --- | ----------- |
| 1958 | Sing Along with Mitch Columbia                | US1 Gold · (204 Wo.)US |             |
| 1958 | More Sing Along with Mitch Columbia           | US4 Gold · (161 Wo.)US |             |
| 1958 | Christmas Sing Along With Mitch Columbia      | US1 Gold · (23 Wo.)US |             |
| 1959 | Still More Sing Along Columbia                | US4 Gold · (126 Wo.)US |             |
| 1959 | Folk Song Sing Along Columbia                 | US11 Gold · (88 Wo.)US |             |
| 1959 | Party Sing Along With Mitch Columbia          | US8 Gold · (93 Wo.)US |             |
| 1959 | Fireside Sing Along With Mitch Columbia       | US20 (92 Wo.)US |             |
| 1960 | Saturday Night Sing Along With Mitch Columbia | US8 Gold · (89 Wo.)US |             |
| 1960 | Sentimental Sing Along With Mitch Columbia    | US9 Gold · (105 Wo.)US |             |
| 1960 | March Along With Mitch Columbia               | US40 (15 Wo.)US |             |
| 1960 | Memories Sing Along With Mitch Columbia       | US5 Gold · (76 Wo.)US |             |
| 1961 | Mitch’s Greatest Hits Columbia                | US9 (27 Wo.)US |             |
| 1961 | Happy Times Sing Along With Mitch Columbia    | US5 Gold · (73 Wo.)US |             |
| 1961 | TV Sing Along With Mitch Columbia             | US3 (45 Wo.)US |             |
| 1961 | Your Request Sing Along With Mitch Columbia   | US6 (44 Wo.)US |             |
| 1961 | Holiday Sing Along With Mitch Columbia        | US2 Gold · (22 Wo.)US |             |
| 1962 | Rhythm Sing Along With Mitch Columbia         | US21 (23 Wo.)US |             |
| 1962 | Family Sing Along With Mitch Columbia         | US27 (15 Wo.)US |             |

Weitere Alben
- 1961: Golden Harvest Sing Along (als Mitch Miller and the Sing Along Chorus; Columbia)
- 1970: Peace Sing Along (Atlantic)

### Singles
| Jahr | Titel Album                                            | Höchstplatzierung, Gesamtwochen/‑monate, AuszeichnungChartplatzierungen (Jahr, Titel, Album, Platzierungen, Wochen/Monate, Auszeichnungen, Anmerkungen) | Höchstplatzierung, Gesamtwochen/‑monate, AuszeichnungChartplatzierungen (Jahr, Titel, Album, Platzierungen, Wochen/Monate, Auszeichnungen, Anmerkungen) | Höchstplatzierung, Gesamtwochen/‑monate, AuszeichnungChartplatzierungen (Jahr, Titel, Album, Platzierungen, Wochen/Monate, Auszeichnungen, Anmerkungen) | Anmerkungen |
| Jahr | Titel Album                                            | DE | UK | US | Anmerkungen |
| ---- | ------------------------------------------------------ | --- | --- | --- | ----------- |
| 1949 | The Old Master Painter –                               | — | — | US16 (2 Wo.)US |             |
| 1950 | Tzena Tzena Tzena –                                    | — | — | US10 (12 Wo.)US |             |
| 1950 | My Heart Cries for You –                               | — | — | US2 (21 Wo.)US |             |
| 1950 | The Roving Kind –                                      | — | — | US4 (18 Wo.)US |             |
| 1950 | Goodnight Irene –                                      | — | — | US12 (9 Wo.)US |             |
| 1951 | Sparrow in the Tree Top –                              | — | — | US9 (12 Wo.)US |             |
| 1951 | Unless –                                               | — | — | US17 (11 Wo.)US |             |
| 1951 | My Truly Truly Fair –                                  | — | — | US5 (19 Wo.)US |             |
| 1951 | Belle Belle My Liberty Belle –                         | — | — | US11 (9 Wo.)US |             |
| 1952 | Pittsburgh, Pennsylvania –                             | — | — | US6 (17 Wo.)US |             |
| 1952 | Feet Up –                                              | — | — | US24 (5 Wo.)US |             |
| 1955 | The Yellow Rose Of Texas –                             | — | UK2 (13 Wo.)UK | US1 (24 Wo.)US |             |
| 1955 | Bonnie Blue Gal –                                      | — | — | US51 (5 Wo.)US |             |
| 1956 | Autumn Leaves –                                        | — | — | US34 (15 Wo.)US |             |
| 1956 | Lisbon Antigua (In Old Lisbon) –                       | — | — | US30 (13 Wo.)US |             |
| 1956 | Madeira –                                              | — | — | US50 (7 Wo.)US |             |
| 1956 | The President On The Dollar –                          | — | — | US88 (2 Wo.)US |             |
| 1956 | Theme Song (From Song For A Summer Night) –            | — | — | US10 (17 Wo.)US |             |
| 1956 | Song of the Sparrow –                                  | — | — | US94 (1 Wo.)US |             |
| 1957 | A Very Special Love (Song For The Ninth Day) –         | — | — | US94 (1 Wo.)US |             |
| 1958 | March from the River Kwai & Colonel Bogey –            | DE1 Gold · (9 Mt.)DE | — | US21 (29 Wo.)US |             |
| 1958 | Bluebell –                                             | — | — | US94 (1 Wo.)US |             |
| 1959 | The Children’s Marching Song (Nick Nack Paddy Whack) – | — | — | US16 (14 Wo.)US |             |
| 1959 | Jonny, sing dein Lied noch Mal –                       | DE15 (4 Mt.)DE | — | — |             |
| 1959 | Do-Re-Mi –                                             | — | — | US70 (4 Wo.)US |             |
| 1961 | Tunes of Glory –                                       | — | — | US88 (2 Wo.)US |             |
| 1962 | The Longest Day –                                      | DE49 (1 Mt.)DE | — | — |             |

grau schraffiert: keine Chartdaten aus diesem Jahr verfügbar